# Sonny Weems
Pour les articles homonymes, voir Weems.
Clarence « Sonny » Weems est un joueur américain de basket-ball né le 8 juillet 1986 à West Memphis, dans l'Arkansas qui évolue au poste d'arrière.

## Biographie
Après une carrière universitaire aux Razorbacks de l'université d'Arkansas, Weems est choisi par les Bulls de Chicago en 39e position lors de la draft 2008 de la NBA. Il est tout de suite envoyé aux Nuggets de Denver. Weems joue pour les Nuggets mais aussi en NBDL pour les 14ers du Colorado lors de la saison 2008-2009. Il rejoint les Raptors de Toronto pour la saison 2009-2010 et rentre souvent sur le terrain. Sur les deux saisons qu'il joue aux Raptors, Weems est titulaire à 47 reprises. Lors de la saison 2010-2011, il joue en moyenne 24 minutes par rencontre et marque 9,2 points.
À cause du lock-out en NBA lors de la saison 2011-2012, Weems rejoint le Žalgiris Kaunas. Le Žalgiris participe à l'Euroligue et Weems se fait remarquer en terminant 3e meilleur marqueur de la compétition avec 15,5 points en moyenne par rencontre (et 51,4 % à deux points). Il réalise aussi de bonnes rencontres en VTB United League et en championnat lituanien (LKL), que le Žalgiris remporte.
En juillet 2012, Sonny Weems signe un contrat de trois ans avec le CSKA Moscou pour renforcer le club après les départs d'Andreï Kirilenko, d'Alexeï Chved et de Ramūnas Šiškauskas. Weems est nommé meilleur joueur de la deuxième journée de la saison régulière de l'Euroligue de basket-ball 2012-2013 avec une évaluation de 38, puis meilleur joueur du mois d'octobre.
En juin 2015, Weems décide de quitter le CSKA pour tenter de nouveau sa chance en NBA. Le 9 juillet 2015, il fait son retour en NBA en signant chez les Suns de Phoenix pour deux ans et 5,8 millions de dollars. Cependant le 5 mars 2016, les Suns décident de se séparer du joueur. Deux jours plus tard, les 76ers de Philadelphie récupèrent son contrat.
En juin 2016, Weems signe un contrat avec le Maccabi Tel-Aviv. Il manque toutefois le début de la saison en raison d'une blessure. Ses performances sont médiocres et il est accusé d'être responsable de la mauvaise entente entre les joueurs américains et israéliens de l'équipe. Weems est licencié du Maccabi en février 2017. Le club l'accuse d'avoir refusé un test anti-drogue, ce que le joueur dément,,.
Weems rejoint les Zhejiang Golden Bulls, un club chinois en juillet 2017 mais revient en Europe en février après avoir signé un contrat avec l'Anadolu Efes, club turc jouant en Euroligue, jusqu'à la fin de la saison 2017-2018.